# Юлия Путинцева
Юлия Путинцева (на руски: Юлия Путинцева) е казахстанска тенисистка от руски произход, родена на 7 януари 1995 г.
От юни 2012 г. официално започва да се състезава за Казахстан. Най-високата ѝ позиция в ранглистата за жени на WTA е 122 място, постигнато на 14 май 2012 г. В турнирите от календара на ITF има 4 титли на сингъл и 5 на двойки. Бивша финалистка за девойки на Острелиън Оупън и Ю Ес Оупън.